# Hipponicidae
Famille
Les Hipponicidae sont une famille de mollusques gastéropodes parasites de l'ordre des Littorinimorpha. 

## Liste des genres
Selon World Register of Marine Species (26 mars 2016) :
- genre Antisabia Wenz, 1940
- genre Cheilea Modeer, 1793
- genre Eoatlanta Cossmann, 1889 †
- genre Hipponix Defrance, 1819
- genre Leptonotis Conrad, 1866
- genre Malluvium Melvill, 1906
- genre Milicheilea Espinosa & Ortea, 2011
- genre Pilosabia Iredale, 1929
- genre Sabia Gray, 1840

## Galerie

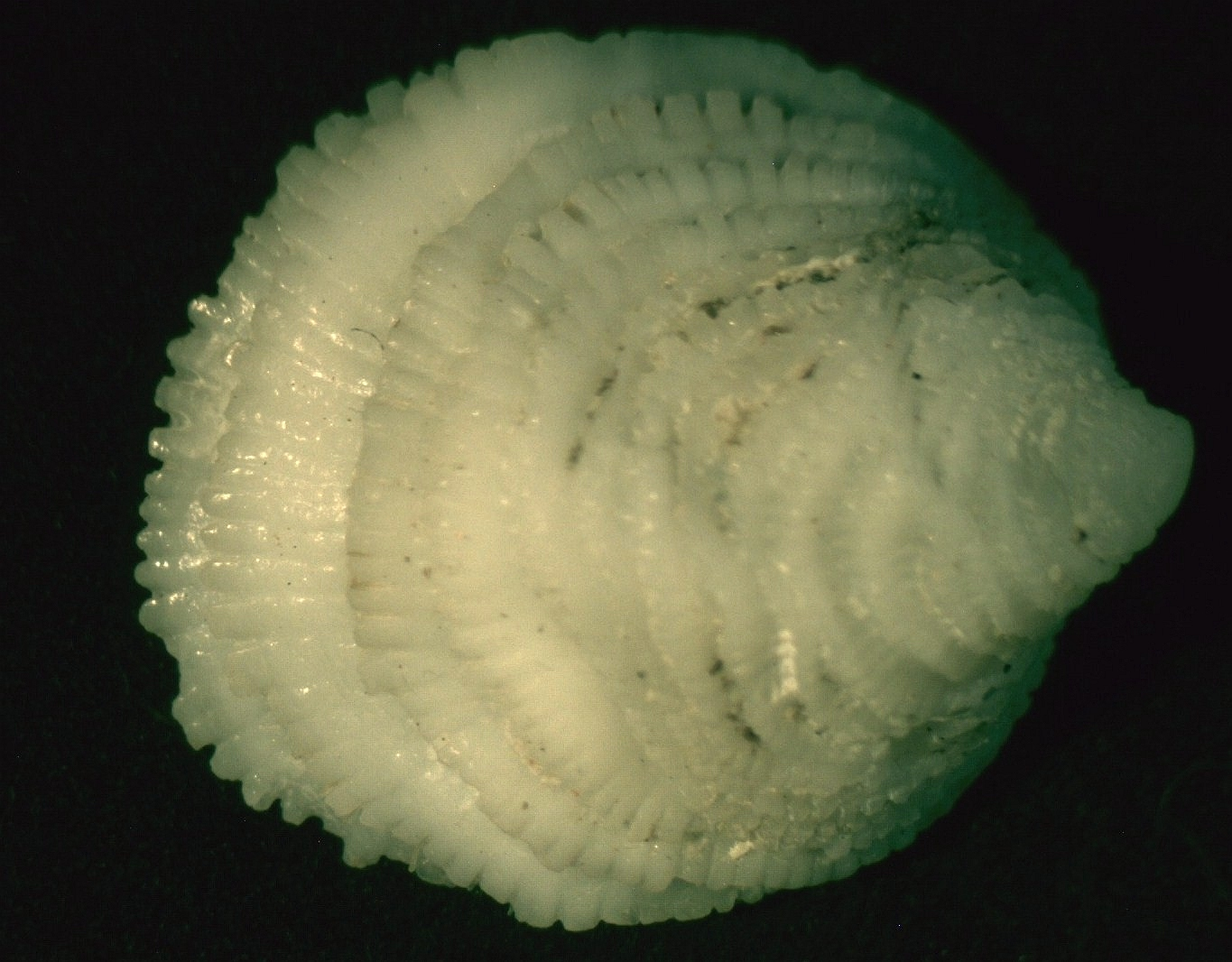
Antisabia foliacea
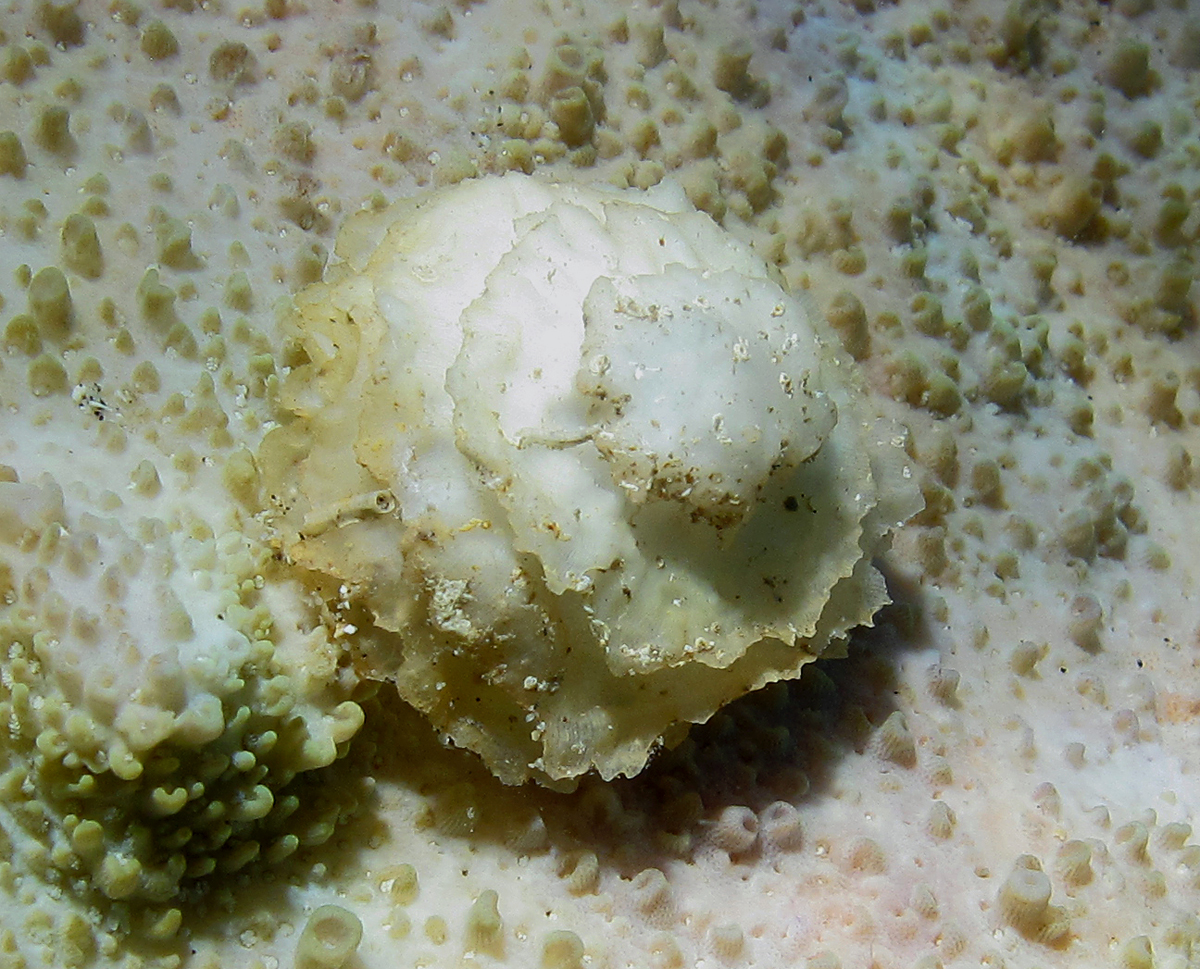
Cheilea tectumsinense
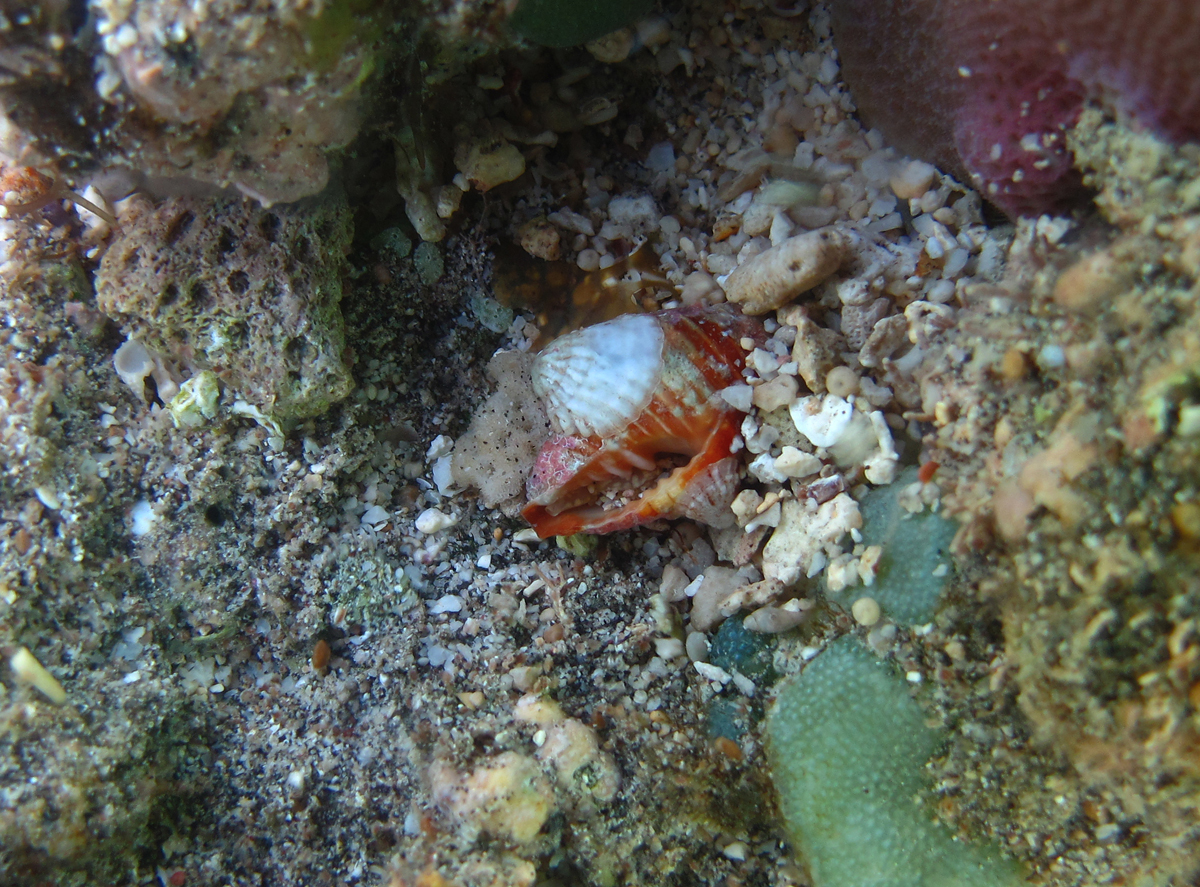
Hipponix conicus parasitant une Mitra cucumerina
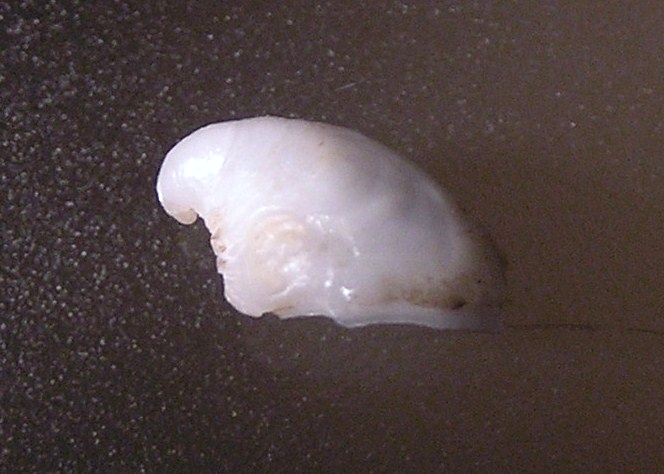
Malluvium otohimae